# سبنسيريا
سبنسيريا رامالانا هي النوع الوحيد في جنس النبات سبنسيريا، ويُعرف بنوعين فرعيين. يبلغ ارتفاع النبات بين 18 إلى 32 سم، وينتج أزهارًا صفراء في الفترة من يوليو إلى أغسطس، ثم يحمل ثمارًا (عينات صفراء بنية) من سبتمبر إلى أكتوبر. يُعرف النبات في اللغة الصينية باسم "ما تي هوانغ" [马蹄黄]، والذي يمكن ترجمته إلى "حدوة الحصان الصفراء".

## أصل التسمية
هنري تريمن، الذي كان مؤلف اسم الجنس والاسم العلمي الثنائي لكل من Spenceria وS. ramalana، قدم شرحًا لكيفية اختياره لهذه الأسماء. اسم الجنس Spenceria أُعطي تكريمًا لصديقه وزميله عالم النبات سبنسر لي مارشنت مور. فكّر تريمن في اختيار اسم يُخلّد جامع النوع، الكابتن غيل، ولكن قرر العدول عن ذلك لأن هناك بالفعل جنس يحمل اسم Gilia (من عائلة بولامونية)، ورغب في تجنب، على حد تعبيره، "تكوين اسم آخر بنفس الصوت تقريبًا".
أما بالنسبة للنوع ramalana، فقد تم جمعه من جبل يُدعى "را-ما-لا"، ومن المحتمل أن الاسم النباتي "ramalana" اختيرت كاسم طوبونيمي (حيث أن اللاحقة "-ana" تعني "المنتمية إلى"، وبالتالي يصبح المعنى "من را-ما-لا").

## التوزيع
موطن النبات الأصلي كل من بوتان والصين، حيث ينمو في مقاطعات سيتشوان، التبت، ويونان.

## الموطن
تعيش سبنسيريا في تربة الحجر الجيري على منحدرات الجبال والمروج الجبلية، على ارتفاعات تتراوح بين 3000 و5000 متر.

## الاستخدامات
تم استخدام كلا النوعين الفرعيين من النبات محليًا في الطب التقليدي.

## العناية
يفضل هذا النبات الري الأسبوعي للحفاظ على رطوبة التربة بشكل متساوٍ، مع الاستفادة من الأمطار الطبيعية خلال الموسم النشط. وعلى الرغم من قدرته على تحمل الجفاف المعتدل، إلا أنه يزدهر في الظروف الرطبة. فيما يخص التغذية، يحتاج إلى أسمدة متوازنة خلال فترات النمو النشط، مع تقليل الكمية أثناء فترات السكون. يُفضل ري النبات قبل التسميد لتجنب حروق الجذور ومراقبة استجابته لتخصيص العناية المناسبة. أما التقليم، فيُجرى من أوائل الربيع إلى أواخره لإزالة الفروع الميتة أو التالفة وقص النمو الزائد لتحسين تدفق الهواء وتعرض النبات لضوء الشمس، باستخدام أدوات نظيفة وحادة للحفاظ على صحته. بالنسبة للتكاثر، يُفضل زرع البذور في تربة جيدة التصريف لتجنب تعفن الجذور، مع التحلي بالصبر بسبب بطء الإنبات، مع توفير بيئة مراقبة للشتلات قبل نقلها إلى الموقع النهائي.

## روابط خارجية
- صورة س. رامالانا مع الزهور من فلورا الصين